# ТаблоID
ТаблоID — український ілюстрований новинний сайт про знаменитостей, який приділяє значну увагу публічному життю українських політиків і державних діячів. TabloID входить до складу групи Українська правда. Публікується українською мовою.
Його новини/сенсації іноді публікують «серйозніші» українські ЗМІ такі як «Корреспондент».
Прикладом типової сенсації від TabloID є фотографія початку 2012 року, на якій тодішній міністр культури Михайло Кулиняк носить розкішний наручний годинник вартістю його 3-місячної зарплати; Раніше TabloID також досліджував (і публікував) спосіб життя (який вважається розкішним) колишнього прем'єр-міністра України Юлії Тимошенко, президента Віктора Януковича та інших важливих політиків.